# Патрик Штзода
Патрик Штзода (рођен 5. јануара 1952) је високо рангирани француски јавни службеник. Некада је био префект, а сада је шеф Кабинета председника Емануела Макрона. Тренутно је представник француског су-кнеза Кнежевине Андоре.

## Младост
Патрик Штзода је рођен 5. јануара 1952. године у Тану, округу Хот-Рин у Француској. Дипломирао је енглески језик на Универзитету Франш-Комт, а затим и познавање права на Универзитету у Стразбуру. Године 1983, је стекао диплому Националне школе за аднинистрацију.

## Каријера
Штзода је био шеф особља префекта Дордоње од 1985. до 1987. године. Био је заменик префекта Сен-Жен де Моријена од 1987. до 1989. године, а затим генерални секретар Одбора за организацију Зимских олимпијских игара 1992. године у Албертвилу од 1989. до 1992. Такође је био и генерални секретар Префектуре Дром у Валансу од 1992. до 1994. и заменик префекта Арлеса од 1995. до 1996. Затим је био директор за информације и везе Града Париза од 1996. до 1997. године, а потом и генерални секретар за регионалне послове Префектуре Рона-Алпи од 1997. до 2002. године.
Штзода је био префект Горњих Алпа од 2002. до 2004, префект Де Севра 2005. и префект у Регионалном савету Савоје од 2006. до 2007. Био је префект Горње Сене од 2009. до 2011. године, префект Јужне Корзике од 2011. до 2013. и префект Бретање од јуна 2013. до маја 2016. године.
Од 4. маја 2016. до 27. априла 2017. је био шеф Кабинета премијера Француске Бернара Казнева. Од априла до маја 2017. је био привремени префект Ил де Франса. Од 14. маја 2017. је шеф Кабинета председника Емануела Макрона.
Носилац је Ордена Легије части, Ордена за пољопривредне заслуге и Националног ордена за заслуге. Он је витез Ордена Палминих академика.